# كونت (الألب الجبلية)
كونت (بالفرنسية: Contes, Alpes-Maritimes)‏ هي بلدية فرنسية تقع في إقليم الألب البحرية من منطقة بروفنس ألب كوت دازور في جنوب شرق فرنسا. تبلغ مساحة هذه المدينة 19.47 (كم²)، وترتفع عن سطح البحر 290 م، يبلغ عدد سكانها 6909 نسمة حسب إحصاء المعهد الوطني للإحصاء والدراسات الاقتصادية سنة 2009 م. وترأس Francis Tujague البلدية خلال فترة (2008-2014).

## وصلات خارجية
- صفحة البلدية على موقع المعهد الوطني للإحصاء والدراسات الاقتصادية